# 大叶凤仙花
大叶凤仙花（学名：Impatiens apalophylla）是凤仙花科凤仙花属的植物，是中国的特有植物。分布在中国大陆的云南、贵州、广西等地，生长于海拔900米至1,500米的地区，多生在山谷沟底、山坡草丛中或林下阴湿处，目前尚未由人工引种栽培。